# Ajatollah Wagozari
Ajatollah Wagozari (pers. آیت الله واگذاری; ur. 26 lipca 1961) – irański zapaśnik w stylu wolnym. Olimpijczyk z Seulu 1988, gdzie zajął szóste miejsce w wadze 74 kg.
Drugi na igrzyskach azjatyckich w 1990. Dwa złote medale na mistrzostwach Azji – w 1983 i 1987. Pierwszy w wojskowych mistrzostwach świata w 1983 roku.